# Фрэнсис, Конни
Конни Фрэнсис (англ. Connie Francis; настоящее имя — Кончетта Роза Мария Франконеро, 12 декабря 1937, Ньюарк, Нью-Джерси, США — 17 июля 2025) — американская певица итальянского происхождения. Согласно Allmusic — «прототип поп-певицы современного образца, до сих пор соперничающая с Мадонной за звание самой успешной поп-исполнительницы всех времён».

## Карьера
Всемирными хитами становились песни Конни Фрэнсис «Who's Sorry Now?», «Lipstick on Your Collar», «Where the Boys Are», «Stupid Cupid». Три её сингла — «Everybody’s Somebody’s Fool», «My Heart Has a Mind of Its Own» и «Don’t Break the Heart That Loves You» — поднимались на вершину Billboard Hot 100. 
В 2025 году, спустя 63 года после выхода, популярность в Интернете начала набирать песня «Pretty Little Baby», став самой популярной у певицы, всего за пару месяцев до её смерти в июле 2025 года.
В её дискографии — более семидесяти альбомов.

## Уход со сцены
В 1969 году Конни Фрэнсис ушла со сцены и вернулась к концертной деятельности пять лет спустя. В 1974 году певица была изнасилована в отеле, где остановилась: это привело к крушению её семейной жизни, ухудшению здоровья, операции и временной потере голоса. Последующее возвращение на сцену вновь совпало с трагическим событием: жестоким убийством её брата Джорджа в 1981 году. Лишь в 1989 году Конни Фрэнсис снова вышла на сцену и продолжила выступать вплоть до 2011.

## Смерть
В больнице Фрэнсис лечилась от болей в области таза, вызванных переломом. Во время пребывания в больнице у неё диагностировали пневмонию, и она умерла вечером среды 17 июля.

## Дискография
- 1961 / 1959 — «Songs to a Swinging Band»
- 1959 — «Among my Souvenirs»
- 1959 — «Christmas in My Heart»
- 1961 — «Sings Jewish Favorites»
- 1962 – «Pretty Little Baby»
- 1968—1969 — «Connie & Clyde (1968) — The Wedding Cake (1969)»
- 1977 — «20 All Time Greats»
- 1986 — «Sentimental Favorites»
- 1987 — «The Very Best Of (Vol.2)»
- 1988 — «Christmas In My Heart»
- 1990 — «24 Greatest Hits»
- 1990 — «Country & Western Hits»
- 1991 — «The Very Best Of»
- 1992 — «Party Power»
- 1993 — «Christmas with…»
- 1996 — «Kissin, Twistin, Goin Where The Boys Are (5CD)»
- 1996 — «Rockin' & Boppin Favorites»
- 1998 — «The Italian Collection (2 CD)»
- 1998 — «The Christmas Album»
- 2005 — «Gold»
- 2006 — «Connie Francis»
- 2008 — «Rock And Roll Legends»